# Relations entre l'Azerbaïdjan et le Mexique
Les relations entre l'Azerbaïdjan et le Mexique font référence aux relations diplomatiques entre l'Azerbaïdjan et le Mexique.

## Histoire
En avril 1982, l'ancien président Heydar Aliyev s'est rendu au Mexique à la tête d'une délégation soviétique et a rencontré l'ancien président mexicain José López Portillo. À l'époque, Aliyev n'était qu'un candidat du Politburo soviétique. En décembre 1991, le Mexique a reconnu l'indépendance de l'Azerbaïdjan après la dissolution de l'Union soviétique. Le 14 janvier 1992, les deux pays ont établi des relations diplomatiques. Au début, les relations diplomatiques entre les deux pays étaient établies depuis leurs ambassades respectives; l'ambassade d'Azerbaïdjan à Washington, aux États-Unis et de l'ambassade du Mexique à Ankara, en Turquie. En 2007, l'Azerbaïdjan a ouvert une ambassade à Mexico et le Mexique a emboîté le pas en ouvrant une ambassade à Bakou en 2014. En 2011, le Sénat mexicain a reconnu le massacre de Khojaly.
Pour célébrer le 200e anniversaire de l'indépendance du Mexique, le Mexique a autorisé certains pays étrangers à aménager des parcs et des places comportant des monuments de leur pays. Le gouvernement azerbaïdjanais a choisi de placer un monument de l'ancien président Heydar Aliyev sur le principal boulevard de la réforme dans le parc de Chapultepec et un autre monument en souvenir du massacre de Khojaly sur la place Tlaxcoaque. 
En 2014, une délégation de sénateurs mexicains a effectué une visite officielle de quatre jours en Azerbaïdjan, devenant le plus haut responsable mexicain à se rendre en Azerbaïdjan.

## Visites de haut niveau
Visites de haut niveau de l'Azerbaïdjan au Mexique
- Le ministre des Affaires étrangères Elmar Mammadyarov (2011, 2012, 2018)
- Vice-Premier ministre Ali S. Hasanov (2012)

Visites de haut niveau du Mexique en Azerbaïdjan
- Sous-secrétaire aux affaires étrangères Lourdes Aranda Bezaury (2008)

## Accords bilatéraux
Les deux pays ont signé plusieurs accords bilatéraux, notamment un accord de coopération diplomatique universitaire entre le ministère des Affaires étrangères azéri et le secrétariat mexicain des affaires étrangères (2008); Mémorandum d'accord pour la création d'un mécanisme de consultation en matière d'intérêt mutuel (2008); Accord sur l'exemption de visa pour les détenteurs de passeports diplomatiques (2008); Accord sur la question des marques communes entre les services postaux des deux pays (2010) et un accord de coopération dans les domaines des télécommunications, des technologies de l'information et de la communication (2010).